# Alexander Massialas
Alexander Chen Massialas (San Francisco, 1994. április 20. –) világbajnok, olimpiai és ifjúsági olimpiai bajnoki ezüstérmes amerikai tőrvívó. Apja Greg Massialas olimpikon tőrvívó, edző, versenybíró.